# Paratilapiinae
A Paratilapiinae a sugarasúszójú halak (Actinopterygii) osztályába, a sügéralakúak (Perciformes) rendjébe és a Cichlidae családjába tartozó alcsalád.

## Rendszerezés
Az alcsaládba az alábbi nemek és fajok tartoznak:
- Katria
  - Katria katria
- Oxylapia
  - Oxylapia polli
- Paratilapia
  - Paratilapia polleni
- Ptychochromis
  - Ptychochromis curvidens
  - Ptychochromis ernestmagnusi
  - Ptychochromis grandidieri
  - Ptychochromis inornatus
  - Ptychochromis insolitus
  - Ptychochromis loisellei
  - Ptychochromis makira
  - Ptychochromis oligacanthus
  - Ptychochromis onilahy
- Ptychochromoides
  - Ptychochromoides betsileanus
  - Ptychochromoides itasy
  - Ptychochromoides vondrozo